# Sergio Floccari
Sergio Floccari (ur. 12 listopada 1981 w Vibo Valentia) – włoski piłkarz występujący na pozycji napastnika. Obecnie gra w SPAL.

## Kariera klubowa
Sergio Floccari zawodową karierę rozpoczął w 1998 w klubie Montebelluna. Po roku przeniósł się do Mestre, a w 2001 trafił do Faenzy Calcio, gdzie w 33 spotkaniach strzelił dziesięć bramek. Latem 2002 roku Floccari przeniósł się do drugoligowej Genoi. Grał tam jednak tylko w pierwszej części sezonu 2002/2003, po czym został zawodnikiem Rimini. W debiutanckim sezonie w barwach „Biancorosso” wraz z drużyną Floccari zajął pierwsze miejsce w tabeli Serie C2 i awansował do Serie C1. Dla Rimini rozegrał łącznie 86 ligowych pojedynków, w których 21 razy wpisał się na listę strzelców. W styczniu 2006 roku Włoch podpisał kontrakt z Messiną i 18 lutego w zremisowanym 2:2 spotkaniu z Juventusem zadebiutował w Serie A.
W ekipie „Biancoscudatich” Floccari wystąpił w 45 meczach, po czym w 2007 przeniósł się do Atalanty BC. Po raz pierwszy wystąpił w niej 2 września w zwycięskim 2:0 meczu przeciwko Parmie. O miejsce w podstawowej jedenastce Atalanty włoski napastnik rywalizował z takimi piłkarzami jak Simone Inzaghi, Riccardo Zampagna i Antonio Langella. W 2008 roku po konflikcie z trenerem drużyny – Luigim Delnerim, Riccardo Zampagna odszedł z Atalanty do Vicenzy, a Floccari zaczął grywać w wyjściowym składzie. W debiutanckim sezonie w zespole „Nerazzurrich” Włoch razem z drużyną zajął dziewiąte miejsce w Serie A i z ośmioma trafieniami na koncie należał do najlepszych strzelców Atalanty. W kolejnych rozgrywkach także spisywał się bardzo dobrze, a 5 października 2008 strzelił dwa gole w wygranym 4:2 pojedynku z Sampdorią.
20 maja prezydent Genoi – Enrico Preziosi poinformował, że Floccari od sezonu 2009/2010 będzie zawodnikiem Genoi. Kwota transferu wyniosła jedenaście milionów euro. 13 września w ligowym debiucie w barwach nowego klubu Floccari strzelił gola w zwycięskim 4:1 meczu z SSC Napoli. W kolejnym ligowym spotkaniu z Chievo (przegrana 1:3) Floccari zdobył z rzutu karnego honorową bramkę dla Genoi.
4 stycznia 2010 Floccari został wypożyczony na pół roku do S.S. Lazio z opcją pierwokupu za 9,5 mln euro. W debiutanckim meczu z Livorno (wygrana 4:1) Włoch strzelił 2 gole. W pierwszych 4 spotkaniach (3 ligowych i 1 pucharowym) zdobył 4 bramki, a następnie doznał kontuzji uda, która wyeliminowała go z gry na miesiąc. Po sezonie działacze Lazio wykupili Floccariego na stałe za 8,5 miliona euro.

## Kariera reprezentacyjna
W październiku 2010 Floccari został powołany przez Cesarego Prandellego do kadry reprezentacji Włoch na mecze eliminacji do Euro 2012 z Irlandią Północną i Serbią. W kadrze zastąpił kontuzjowanego Alberta Gilardino.